# Nemyslovice
Nemyslovice är en ort i Tjeckien.   Den ligger i regionen Mellersta Böhmen, i den centrala delen av landet, 40 km nordost om huvudstaden Prag. Nemyslovice ligger 266 meter över havet och antalet invånare är 137.
Terrängen runt Nemyslovice är platt.Runt Nemyslovice är det ganska tätbefolkat, med 65 invånare per kvadratkilometer. Närmaste större samhälle är Mladá Boleslav, 11,5 km nordost om Nemyslovice. Trakten runt Nemyslovice består till största delen av jordbruksmark.